# Gattaca
Gattaca este un film science-fiction distopic din 1997. Filmul oferă o viziune biopunk a societății. Copii din clasele sociale medii și superioare sunt selectați prin diagnoză genetică de preimplantare pentru a asigura că aceștia posedă cele mai bune caracteristici ereditare ale părinților lor. În rolurile principale joacă Ethan Hawke, Uma Thurman, Jude Law, Tony Shalhoub și Gore Vidal. 

## Prezentare
Prin inginerie genetică este creată o sub-clasă - aceea a oamenilor născuți normal și nu în laboratoare. Vincent Freeman (Ethan Hawke) este unul dintre acești inferiori genetic denumiți  "în valids". Acesta își asumă identitatea unul superior, un atlet, cu scopul de a-și îndeplini visul de o viață: acela de a călători în spațiul cosmic într-o misiune spre Titan.

## Distribuție
- Ethan Hawke ca Vincent Anton Freeman, care pretinde a fi Jerome Eugene Morrow
  - Mason Gamble ca tânărul Vincent
  - Chad Christ ca adolescentul Vincent
- Uma Thurman ca Irene Cassini
- Jude Law ca Jerome Eugene Morrow
- Loren Dean ca Anton Freeman
  - Vincent Nielson ca tânărul Anton
  - William Lee Scott ca adolescentul Anton
- Gore Vidal ca Director Josef
- Xander Berkeley ca Dr. Lamar
- Jayne Brook ca Marie Freeman
- Elias Koteas ca Antonio Freeman
- Maya Rudolph ca Delivery nurse
- Blair Underwood ca Geneticist
- Ernest Borgnine ca Caesar
- Tony Shalhoub ca German
- Alan Arkin ca Detective Hugo
- Dean Norris ca Cop on the Beat
- Ken Marino ca Sequencing technician
- Cynthia Martells ca Cavendish
- Gabrielle Reece ca Gattaca Trainer